# Júlia Vasconcelos
Júlia Vasconcelos dos Santos (São José dos Campos, 15 de junio de 1992) es una deportista brasileña que compite en taekwondo. Ganó una medalla de plata en el Campeonato Panamericano de Taekwondo de 2014 en la categoría de –62 kg.

## Palmarés internacional
| Campeonato Panamericano | Campeonato Panamericano | Campeonato Panamericano | Campeonato Panamericano |
| Año                     | Lugar                   | Medalla                 | Categoría               |
| ----------------------- | ----------------------- | ----------------------- | ----------------------- |
| 2014                    | Aguascalientes (México) | Medalla de plata        | –62 kg                  |